# Indische Cricket-Nationalmannschaft in Australien in der Saison 1999/2000
Die Tour der indischen Cricket-Nationalmannschaft nach Australien in der Saison 1999/2000 fand vom 10. Dezember 1999 bis zum 4. Januar 2000 statt. Die internationale Cricket-Tour war Bestandteil der Internationalen Cricket-Saison 1999/2000 und umfasste drei Tests. Australien gewann die Serie 3–0.

## Vorgeschichte
Australien bestritt zuvor eine Tour gegen Pakistan, Indien eine Tour gegen Neuseeland. Das letzte Aufeinandertreffen der beiden Mannschaften bei einer Tour fand in der Saison 1997/98 in Indien statt.

## Stadien
Die folgenden Stadien wurden für die Tour als Austragungsort vorgesehen.
| Stadion                  | Stadt     | Kapazität | Spiele  |
| ------------------------ | --------- | --------- | ------- |
| Adelaide Oval            | Adelaide  | 53.583    | 1. Test |
| Melbourne Cricket Ground | Melbourne | 100.024   | 2. Test |
| Sydney Cricket Ground    | Sydney    | 48.000    | 3. Test |

## Kaderlisten
Indien benannte seinen Kader am 2. November 1999.
Australien benannte seinen Kader am 6. Dezember 1999.
| Test | Test |
| Australien | Indien |
| --- | --- |
| - Steve Waugh (K) - Greg Blewett - Damien Fleming - Adam Gilchrist (wk) - Michael Kasprowicz - Justin Langer - Brett Lee - Glenn McGrath - Ricky Ponting - Michael Slater - Shane Warne - Mark Waugh | - Sachin Tendulkar (K) - Ajit Agarkar - Vijay Bharadwaj - Rahul Dravid - Devang Gandhi - Sourav Ganguly - Hrishikesh Kanitkar - Anil Kumble - VVS Laxman - MSK Prasad (wk) - Venkatesh Prasad - Sadagoppan Ramesh - Javagal Srinath |

## Tour Matches
| 26. – 29. November Scorecard | Brisbane | Indians 277 (91.3) & 204 (70.3)   | – | Queensland 401 (101.4) & 82-0 (20.5) |
|                              |          | Queensland gewinnt mit 10 Wickets |   |                                      |

| 2. – 5. Dezember Scorecard | Sydney | Indians 185 (73.1) & 331 (110.3) | – | New South Wales 231 (61.4) & 192 (83) |
|                            |        | Indians gewinnt mit 93 Runs      |   |                                       |

| 7. Dezember Scorecard | Canberra | Prime Minister’s XI 334-5 (50)           | – | Indians 170 (44.4) |
|                       |          | Prime Minister’s XI gewinnt mit 164 Runs |   |                    |

| 17. – 20. Dezember Scorecard | Hobart | Indians 316-9d (124) & 130-3 (61) | – | Tasmanien 584-5d (168) |
|                              |        | Remis                             |   |                        |

## Tests

### Erster Test in Adelaide
| 10. – 14. Dezember Scorecard | Adelaide | Australien 441 (125.3) & 234-8d (89.5) | – | Indien 285 (113.4) & 100 (38.1) |
|                              |          | Australien gewinnt mit 285 Runs        |   |                                 |

Australien gewann den Münzwurf und entschied sich als Schlagmannschaft zu beginnen. Als Spieler des Spiels wurde Steve Waugh ausgezeichnet.

### Zweiter Test in Melbourne
| 26. – 30. Dezember Scorecard | Melbourne | Australien 405 (118.1) & 208-5d (59) | – | Indien 238 (76.1) & 195 (89.3) |
|                              |           | Australien gewinnt mit 180 Runs      |   |                                |

Indien gewann den Münzwurf und entschied sich als Feldmannschaft zu beginnen. Als Spieler des Spiels wurde Sachin Tendulkar ausgezeichnet.

### Dritter Test in Sydney
| 2. – 4. Januar Scorecard | Sydney | Indien 150 (67.5) & 261 (58)                      | – | Australien 552-5d (140.2) |
|                          |        | Australien gewinnt mit einem Innings und 141 Runs |   |                           |

Indien gewann den Münzwurf und entschied sich als Schlagmannschaft zu beginnen. Als Spieler des Spiels wurde Glenn McGrath ausgezeichnet.

## Auszeichnungen

### Player of the Series
Als Player of the Series wurden der folgende Spieler ausgezeichnet.
| Serie | Player of the Series |
| ----- | -------------------- |
| Test  | Sachin Tendulkar     |

### Player of the Match
Als Player of the Match wurden die folgenden Spieler ausgezeichnet.
| Spiel   | Player of the Match |
| ------- | ------------------- |
| 1. Test | Steve Waugh         |
| 2. Test | Sachin Tendulkar    |
| 3. Test | Glenn McGrath       |